# Gichin Funakoshi
Gichin Funakoshi (船越 義珍 Funakoshi Gichin?,  10 de noviembre de 1868 - 26 de abril de 1957) fue un maestro japonés de Karate. Conocido como el Padre del Karate Moderno o Karate-Do por su labor de difusión del mismo en las islas principales de Japón y por ser el fundador del Karate-Do estilo Shotokan, junto a su hijo Yoshitaka (Gigo) Funakoshi.

## Historia de Funakoshi

### Juventud
Gichin Funakoshi nació el 10 de noviembre de 1868, en la ciudad fortaleza de Shuri, en el Reino de Ryūkyū, hoy conocido como Okinawa, en el año de la Restauración Meiji. Proveniente de una familia de shizoku (nobles) del reino de Ryukyu u Okinawa, por parte de la familia Tominakoshi, nació débil, enfermizo y en muy pobre estado de salud. 
En el colegio, fue introducido a la edad de 11 años en el arte marcial del to-de/ tuidi/ to-de/ Shuri-Te, similar al karate estilo Shorin Ryu (kobayashi) actual . Allí comenzó a recibir clases de los maestros Yasutsune Asato o Ankō Asato -maestro de karate y kenjutsu, y su primer maestro- y el maestro Yasutsune Itosu o Ankō Itosu. Aunque también estudió con otros maestros como Sokon Matsumura, Kiyuna o Toonno, entre otros, pues era frecuente que los maestros de Okinawa intercambiaran a sus alumnos por cortos periodos, para mejorar su formación marcial.
Tanto el maestro Itosu como el maestro Asato fueron a su vez alumnos del legendario Sokon Matsumura, quien a su vez fue el principal guardaespaldas de los últimos reyes de Okinawa, antes de que la isla fuera finalmente invadida y conquistada por los japoneses del clan samurái Satsuma, con la ayuda de armas de fuego (cañones y mosquetes) comprados a los portugueses, quienes junto con los españoles e ingleses tenían intereses comerciales en la zona durante la época colonial en los siglos XVII al XIX.
Debido a su dedicación, constancia y esfuerzo, los maestros decidieron continuar con su entrenamiento de manera privada durante su juventud y edad adulta. 
En su infancia, Funakoshi sufrió debido al despilfarro de su padre del restante de la fortuna familiar en bebida, y a los apresurados cambios sociales y económicos ocurridos al final del siglo XIX y principios del XX; cambios debidos a la Restauración Meiji. Periodo en el que las familias de los nobles y de los guerreros de Okinawa o Pechin, así como las familias de los guerreros samurái del Japón perdieron sus derechos y privilegios sociales y económicos. Aun así, su familia se opuso con firmeza a la abolición del corte de pelo chonmage tradicional de los nobles de Okinawa, lo que era considerado un tema político candente en esa época y un obstáculo para el deseo de Funakoshi de asistir a la escuela de medicina. Como parte de su educación como noble, Funakoshi aprendió no solo las enseñanzas y filosofías clásicas chinas (confucionismo) y japonesas (Budismo zen); sino el idioma chino y japonés (ya que en Okinawa se hablaba su propia lengua o Uchinanguchi). Finalmente, cortó su cabello y se convirtió en maestro asistente de escuela primaria durante los siguientes 30 años, lo cual avergonzó a su familia en Okinawa. Durante ese tiempo sus relaciones con la familia Azato aumentaron; y cuando muchos creían que Funakoshi se dirigía a beber y a las casas de prostitución, como varios de los jóvenes de su edad lo hacían, comenzó a ir de noche en secreto a la residencia de la familia Azato para recibir entrenamiento por parte del maestro Ankō Azato.

## La herencia de un maestro
Funakoshi era un ferviente seguidor de la filosofía china del confucionismo. Tanto así que, cuando se vio obligado en dos ocasiones a usar el karate para defenderse, se sintió avergonzado, pues había deshonrado la armonía y las normas del cielo. El maestro Funakoshi desarrollo asimismo el Dojo Kun o reglas de aplicación del karate dentro y fuera del dojo como disciplina formativa. El maestro buscó evitar las peleas, ser fiel a su esposa (aun a pesar de dejarla de ver por más de 20 años, antes de reencontrarse con ella de nuevo en el Japón) y aparentemente nunca mintió o robó. Funakoshi creía firmemente que un verdadero maestro podía ganar y salir adelante en la vida sin pelear, con dignidad, con su propio esfuerzo, y que su verdadero enemigo estaba en sus propias faltas.

### Expansión del Karate-Do en el Japón
En 1891 la prohibición de las artes marciales en Okinawa fue retirada, por lo que el karate se convirtió en una actividad cultural marcial enseñada en las escuelas públicas, Promocionada por el auge del militarismo en Japón, que se proponía conquistar a China y Corea. El amigo del maestro Azato, y a su vez maestro de Gichin Funakoshi, el maestro Itosu, creó las katas Pinan (las cuales Funakoshi transformó y renombró como las katas Heian) para su introducción en las escuelas. Funakoshi siguió su ejemplo y comenzó a enseñar ya en el Japón su propia creación a los niños de las escuelas elementales: las 6 katas Taikyoku. A finales de 1910 Funakoshi tenía muchos estudiantes, de los que unos pocos eran considerados capaces de sobrepasar las enseñanzas de su maestro.

En 1906 Gichin Funakoshi, su maestro Itosu y algunos de sus compañeros de entrenamiento formaron un grupo para realizar demostraciones por la geografía de Okinawa. Más adelante, en 1916, Funakoshi visitó Kioto en Japón, donde realizó una demostración en el Butokuden, que en ese momento era el centro oficial de todas las artes marciales japonesas. Por aquellos años era el presidente de la Okinawa Shobukai (Asociación Marcial de Okinawa). Viajó a Tokio en mayo de 1922 como invitado para un evento en la Primera Gala Gimnástica Nacional, organizada por la Dai Nihon Butokukai, en la que se le pidió que realizara una exhibición. Esta tuvo mucha aceptación y el Sensei Funakoshi decidió radicarse en Japón y reformar y expandir su karate en las islas principales de Japón. Para ello, lo que hasta entonces era conocido con los nombres de 'To-Te', Tuidi, o To-de, 'Tang -te' (camino de la mano china), Ryukyukyu Kempo/ tuidi, okinawa-te (mano de Okinawa). Recibe desde entonces el nombre moderno de Karate-Do (camino de la mano vacía) que suena menos chino y más japonés. 

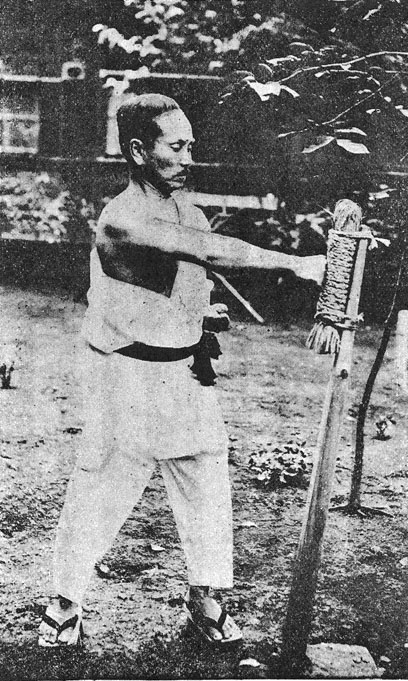
Gichin Funakoshi en el Makiwara

En Japón, Funakoshi fue recibido de manera especial por el respetado fundador del arte marcial japonés (basado en la lucha cuerpo a cuerpo, y hoy día deporte olímpico) del judo, el educador, traductor y diplomático Jigoro Kano. Kano pidió a Funakoshi complementar el apartado de golpes en el Judo Kodokan con las diversas técnicas de golpeo o "Atemi Waza" que hoy día están preservadas en las katas superiores del Judo, y a su vez el Judo dio al karate el sistema de grados por cinturones de colores (kyu-Dan), la base para un uniforme más ligero, y varias de las técnicas de barrido al pie, tipo "De ashi Harai" y "O soto gari", refinando además algunas de las técnicas de lanzamiento con la mano, por el hombro y por la cadera, que ya existían en el tegumi (lucha de Okinawa), y que por ende ya estaban incluidas en los katas, como las 12 técnicas de lanzamiento de Funakoshi (ver shotokan), las cuales fueron ilustradas en sus libros. Los primeros practicantes de Karate-Do en el Japón provenían de otras artes marciales, como el Judo universitario, la esgrima moderna japonesa o kendo (como el maestro masatoshi Nakayama), o del jujutsu (como el maestro Hironori Otsuka, fundador del estilo de karate Wado Ryu, quien también fue alumno directo de Funakoshi). 
  
Ya en 1922 en Japón, Funakoshi se hospedó en el dormitorio universitario de estudiantes en Suidobata, Tokio. Vivía en una pequeña alcoba cerca de la entrada donde limpiaba las habitaciones y cumplía labores como vigilante y jardinero. Por la noche enseñaba kárate a algunos estudiantes. En noviembre de ese año publicó su primer libro: "Ryu Kyu Kempo Tode", en el que trata reflexiones filosóficas e históricas sobre el arte marcial. Los originales de este libro se perdieron en el terremoto de 1923, lo que le llevó a publicar una nueva edición en la que introdujo numerosos cambios, (como la exclusión del kata Sanchin, practicado por diversos estilos de karate) y que tituló: "Rentai Goshin Karate Jitsu".
En septiembre de 1924, Hironishi Ohtsuka, el futuro fundador del estilo Wado-Ryu de Karate, y Gichin Funakoshi, llegaron a la sala de entrenamiento de kendo en la Universidad de Keio. Se acercaron al Sensei Yasuhiro Konishi, fundador de la Japan Karate-Do Ryobu-Kai, con una carta de presentación de "Profesor Kasuya de la Universidad de Keio". El maestro Funakoshi preguntó si sería posible utilizar la sala de entrenamiento para practicar Ryukyu Kempo To-Te Jutsu. Durante esta época, era inaudito que una escuela de artes marciales permitiera que un profesor de artes marciales de otro sistema enseñara en su dojo. Dicha solicitud sería considerada un "desafío" para el dojo. Sin embargo, Sensei Konishi fue un visionario en el sentido de que apreciaba el valor en el entrenamiento cruzado; recordó el kata demostrado durante sus días universitarios por el maestro okinawense Arakaki, y accedió a la petición de Sensei Funakoshi. Como consecuencia de ello se crea el primer club universitario de karate en la universidad de Keio y en 1926 se crea el segundo en la universidad de Ichiko. Un año más tarde aparecen otros tres clubes en las universidades de Waseda, Takoshoku y Shodai. En 1930 Funakoshi ya dirigía una docena de dojos universitarios. Abriendo su primera escuela en Meishojuku. Posteriormente abrió su dojo Shotokan en Mejiro, donde se formaron un gran número de notables estudiantes como Shigeru Egami, Masatoshi Nakayama, Hironori Otsuka, Hidetaka Nishiyama, Yoshitaka Funakoshi, Tomasaburo Okano, Masutatsu Oyama, Taiji Kase y Hirokazu Kanazawa, entre otros. Estos alumnos fueron los que más adelante, durante los años 50, 60 y 70 dieron a conocer el Karate a nivel mundial, inicialmente en los Estados Unidos de América y en Europa (Francia). 
En 1945 muere su tercer y único hijo sobreviviente a las guerras hasta la fecha, el también maestro Yoshitaka, por tuberculosis, pues la estreptomicinia no estaba disponible en Japón debido al bloqueo comercial impuesto por los Estados Unidos tras la Segunda Guerra Mundial (1939-1945). Aquello fue un duro golpe para el maestro, pues Yoshitaka era su ayudante y en quien había depositado toda su confianza para que fuera su sucesor. Además fue quien introdujo en el estilo shotokan el énfasis en la distancia larga, las patadas altas, el uso asiduo de las posiciones bajas tomado del arte del sable o (iaido) y el combate básico a 5, 3 y 1 pasos heredeado del arte de la esgrima o kendo. También en ese año quedó destruido el Dojo Shotokan durante un bombardeo por las tropas de Estados Unidos.
Finalizada la Segunda Guerra Mundial (1939 - 1945), Funakoshi decide volver y reconstruir el Dojo Shotokan con aquellos alumnos que no habían muerto en los combates contra Estados Unidos y los países aliados. Pero surge un inconveniente, ya que los Estados Unidos tenían a Japón bajo ocupación: las artes marciales son prohibidas por un período de tres años, junto con toda instrucción de carácter militar o bélica. Aunque ya para esa época el maestro Gichin Funakoshi había logrado algo importante: introducir y divulgar al karate-do como un arte japonés perteneciente al Gendai Budo (artes marciales modernas del Japón, como el Kendo, el Kyudo, el Judo, y el Aikido) centradas en ser métodos de bienestar y superación personal y espiritual más que como artes marciales y de combate puras. En 1942 la primera variante del estilo Shotokan se dio a conocer: se le nombró Kenkojuku (o Karate de la salud y la virtud). El director de la escuela fue el maestro de Iaido (arte del desenvaine y esgrima con sable) Tomosaburo Okano, uno de los primeros alumnos de Funakoshi. En 1947 fallece la esposa del maestro Funakoshi. Cuando la prohibición impuesta por los Estados Unidos respecto a la práctica de las artes marciales se levantó, se fundó la Japan Karate Association (JKA) de la mano del maestro Masatoshi Nakayama y de varios de sus alumnos, para la cual se construyó un nuevo dojo y se nombró al maestro Funakoshi como jefe honorario de la organización.
En 1945 uno de los alumnos más famosos del maestro Funakoshi, el coreano Mas Oyama quien llegó al grado de cinturón negro 4 Dan, abandonó los dojos de Meijiro y de la Universidad de Takushoku para continuar con su entrenamiento en Judo y en el estilo de karate Goju Ryu bajo la dirección del maestro coreano So Nei Chu, y mucho más tarde, tras numerosas proezas y exhibiciones, en 1964 Oyama da origen oficialmente a su estilo de karate a pleno contacto, conocido como Karate Kyokushinkai.
En 1956 se da origen a la variante Shotokai del maestro Shigeru Egami, organización que en Japón hereda legalmente el "emblema del tigre" (símbolo de Shotokan) y los escritos originales del maestro Funakoshi por parte de su familia. El shotokai busca preservar al Karate-Do como un arte marcial no competitivo, y solo practica los 15 katas originales dados por el maestro Gichin Funakoshi, incluyendo varios de los cambios hechos por su hijo Yoshitaka ("Waka Sensei") pero excluyendo varias modificaciones incluidas posteriormente por algunos de sus alumnos. El Shotokan se distingue de los estilos nativos de Okinawa por ser un karate diferente, un karate más "japonés" enfatizando la distancia larga, adaptando varios conceptos tácticos y técnicos del budo japonés como: kime, kiai, metsuke, Ma-ai, Ashi waza, kokyu, tai-sabaki, kuzushi, nage, kansetsu, omote-ura, nagashi, ukemi, kyo, wa, sen no sen, sen, go no sen, Otoshi, y otros. Practicando los katas de forma lenta y suave al principio, para después enfocarse en la rapidez gestual; pero enfatizando los golpes, y movimientos cada vez más precisos, e incluyendo conceptos de utilización del Ki (o energía interna /emocional) y la armonía con el movimiento del atacante de forma similar a lo encontrado en el Kendo, el Judo y el Aikido.
Algunos años y décadas después varios de los graduados del programa de instructores de la Japan Karate Association o "JKA" dieron origen a nuevas interpretaciones y federaciones o asociaciones del estilo de karate-Do Shotokan, estableciéndose como: SKI (Shotokan Karate International, maestro Hirokazu Kanazawa), ITKF (International Traditional Karate Federation, maestro Hidetaka Nishiyama), Shotokan Ryu Kase Ha (maestro Taiji Kase), ISKF (International Shotokan Karate Federation, maestro Teruyuki Okazaki), SKA (Shotokan Karate of America, maestro T. Oshima), KWF (Karatenomichi World Federation, maestro Mikio Yahara), Asai Shotokan Association International (maestro Tetsuhiko Asai), KDS (Mitsusuke Harada), etc. 
El maestro Gichin Funakoshi falleció el 26 de abril de 1957 en Tokio. Su funeral fue realizado el 10 de mayo. Un monumento en su memoria se ubica en la actualidad en el Monasterio Zen de Engaku-ji en Kamakura. Lleva la inscripción Karate ni sente nashi (空手に先手なし "En el Karate no hay primer movimiento"), lema que recuerda la filosofía pacífica que debe seguir un karateka.

### Desarrollo del estiloShotokan
Gichin Funakoshi unificó las enseñanzas de sus dos maestros formando lo que sería un estilo único, más "japonés", para ayudar a difundir el karate en las islas principales del Japón y con la ayuda de las instituciones oficiales. El estilo del maestro Azato era conocido como Shōrei-ryū o Naha-te (hoy en día conocido como el kárate estilo Goju Ryu). Este le enseñó la raíz más cercana a las técnicas del kung-fu, de origen chino; y la táctica corporal (desplazamientos) de la esgrima clásica japonesa o kenjutsu (estilo Jigen Ryu) y su aplicación al combate sin armas. Como ejemplos de este aprendizaje se preservan los pasos semicirculares (en media luna) en los katas del karate estilo shotokan, el movimiento corporal del torso al defender y al atacar, y el movimiento corporal general o 'tai sabaki'. Del maestro Itosu aprendió el arte del te / tuite/ to-de/ Shuri Te que hoy en día se conoce como el kárate estilo Shorin Ryu, basado en el estilo de boxeo chino de "la grulla que se alimenta", y la práctica del 'ikken ikkatsu' o golpe único. Las enseñanzas de estos maestros después evolucionaron hasta lo que hoy en día se conoce como el kárate lineal tradicional, que poseía matices propias como las defensas en ángulo y los golpes penetrantes con torque / torsión mecánica. 
Mucho después, en los años 30 y 40 las artes marciales modernas del sable japonés o kendo y Iaidō practicadas por su hijo Yoshitaka (Gigo) Funakoshi trajeron el énfasis en el uso de la distancia larga, convirtiendo al kárate Shotokan en un método de esgrima corporal, con una notada influencia del arte de la espada japonés o Kendo, incluyendo asimismo varias técnicas del Judo. Yoshitaka introdujo el uso asiduo de las posiciones mucho más bajas que las practicadas por Gichin y en los estilos tradicionales de karate provenientes de Okinawa. Cabe notar la gran diferencia entre el kárate practicado por Gichin Funakoshi y los cambios en su difusión introducidos por Yoshitaka su hijo, comparándolo con los otros estilos de kárate provenientes de los otros maestros de la época, más cercanos a lo que el propio Gichin había aprendido y aún practicaba (con posiciones más altas enfatizando el combate a corta y media distancia). Yoshitaka introdujo otros cambios que influirían en transformar el karate de un sistema de autodefensa a un deporte de arte y combate más japonés, siguiendo el ejemplo de: el kendo, el Iaido, el Judo y el Sumo. Asimismo, se introdujeron cambios en el timing/ sincronización y la inclusión de las técnicas de patadas más altas. Igualmente la amistad entre Gichin Funakoshi y el creador del Judo, el maestro Jigoro Kano, trajo la inclusión, aplicación y refinamiento de varios de los barridos, y de algunos lanzamientos y derribos en el karate. Sin embargo, ya existían algunas de estas técnicas en los estilos anteriores al Shotokan (como el Shorin Ryu y el Goju Ryu), basadas en otros sistemas de propios de Okinawa como la lucha o "Tegumi". Asimismo, el karate Shotokan fue el primero en adaptar el uso del uniforme del Judo y del sistema de grados por cinturones de colores (kyu - Dan). 
Además de ser maestro de karate, Funakoshi era un ávido filósofo y poeta. El nombre de Shotokan se debe al nombre literario o seudónimo de Gichin Funakoshi: Shoto, que significa "pinos", y Kan, "casa", "Salón" o "estancia" (la palabra inglesa "hall" es más cercana al sentido original japonés). Sus alumnos usaron este nombre en la entrada del dojo en que Funakoshi entrenaba, pudiéndose leer "Shoto Kan". Así, Shotokan significa aproximadamente "casa de Shoto" o "salón de shoto".
La definición final del karate-Do o camino del karate difundido por Gichin Funakoshi, como en otros Gendai Budo (artes marciales tradicionales modernas formativas del Japón) estaba influida por la búsqueda del equilibrio entre el cuerpo y la mente, manteniendo la práctica de los ritos (reisaho) y de las normas de conducta (dojo kun), basadas en la filosofía del confucionismo, de la cual el maestro Funakoshi era un acérrimo practicante. Incluso uno de sus alumnos más famosos, Masutatsu Oyama o Mass Oyama (creador del kárate a pleno contacto o estilo kyokushinkai), afirmó que, a pesar de haber practicado lucha olímpica y boxeo occidentales además de judo, fue el maestro Funakoshi quien lo enderezó moralmente, mostrándole la diferencia entre ser un peleador (quien pelea por su ego o por dinero) y llegar a ser un guerrero virtuoso o del budo. (Mass Oyama llegó al grado de 4 Dan en kárate Shotokan y Judo antes de incluir el estilo Goju Ryu de kárate y el boxeo tailandés o Muay Thai para desarrollar su propio estilo, el kárate Kyokushinkai, en 1964). Aunque Gichin Funakoshi era consciente de que los cambios introducidos tanto por él como por su hijo Yoshitaka desdibujaban la forma original del karate (a veces las enseñanzas técnicas de ambos distaban tanto que eran incluso contradictorias), terminó aceptando la transformación del arte marcial original, en un deporte de arte y combate con la intención de que sirviera como un camino (Do) para mejorar las vidas de sus practicantes, independientemente de los posibles diferentes enfoques en su práctica.

## Libros publicados y escritos
El maestro Gichin Funakoshi, fue un autor muy prolífico, no solo en la descripción de los conceptos técnico-tácticos de su arte, sino en lo filosófico y moral, incluso escribió su autobiografía. Sin embargo no todas sus obras se consiguen en español.
1.Funakoshi, Gichin (1922). Tō-te Ryūkyū Kenpō (唐手 : 琉球拳法). Solo en japonés.
2.Funakoshi, Gichin (1925). Karate Jutsu (唐手術). En japonés, inglés y español "Karate Jutsu" Las enseñanzas originales del Gran Maestro Funakoshi. Editorial Hispano Europea S.A. 2006. 
3.Funakoshi, Gichin (1935). Karate-Do Kyohan (空手道教範 ). Solo en japonés.
4.Funakoshi, Gichin (1973). Karate-Do Kyohan: The Master Text. traducido por Tsutoru Ohshima. Tokio: Kodansha International. ISBN 978-0-87011-190-7. 
Karate-Do Kyohan "el texto maestro" España. Ediciones dojo 2010. 
5.Funakoshi, Gichin (1975). The Twenty Guiding Principles of Karate: The Spiritual Legacy of the Master. traducido por John Teramoto. Tokio: Kodansha International. ISBN 978-4-7700-2796-2. Los veinte principios rectores del Karate, España. Ediciones Tutor 2008
6.Funakoshi, Gichin (1981) [1975]. Karate-Do: My Way of Life. Tokio: Kodansha International. ISBN 978-0-87011-463-2. España. "karate-Do mi camino" Ediciones dojo 2006
7.Funakoshi, Gichin (1994) [1988]. Karate-Do Nyumon: The Master Introductory Text. traducido por John Teramoto. Tokio: Kodansha International. ISBN 978-4-7700-1891-5. España. "Karate-Do Nyumon" El texto introductorio del gran maestro . Editorial Hipano Europea S.A. 2002.
8.Funakoshi, Gichin (2001). Karate Jutsu: The Original Teachings of Master Funakoshi. traducido por Tsutomu Ohshima. Tokio: Kodansha International. ISBN 978-4-7700-2681-1. Solo en japonés e inglés.
9.Funakoshi, Gichin (2010). The Essence of Karate. traducido por Richard Berger. Tokio: Kodansha International. ISBN 978-4-7700-3118-1. España. "La esencia del karate" Ediciones Tutor S.A. 2011.